# Young Miko
Maria Victoria Ramirez de Arellano Cardona, connue sous le nom de Young Miko, est une chanteuse, rappeuse, et auteure-compositrice-interprète portoricaine. En 2022, elle sort son premier EP, Trap Kitty, qui mélange trap latino et reggaeton. En 2024, elle dévoile son premier album, Att., qui explore une large palette de genres et présente des collaborations avec Feid, Jowell & Randy, Villano Antillano, Dei V et Elena Rose. Elle a également collaboré avec de nombreux artistes de la scène latino comme Bad Bunny, Karol G, Bizarrap, J Balvin, Wisin, Yandel, Bad Gyal, Tokischa, Cazzu, Nicki Nicole, Trueno, Tainy, etc. Elle a aussi collaboré avec les artistes américains Marshmello et Kehlani. Récemment Young Miko a collaborée avec le rappeur britannique central cee 

## Biographie

### Jeunesse
Maria Victoria est née à Añasco, Porto Rico. Elle a commencé à écrire des poèmes alors qu’elle fréquentait une école catholique. Elle a pris des cours de dessin depuis son enfance et est passionnée d'arts visuels. Elle est fan d'anime japonais, ainsi que d'Avatar, le dernier maître de l'air. Elle a joué professionnellement pour la sélection de football féminin de Porto Rico.

### Formation
Maria Victoria est diplômée en arts de l'université de Porto Rico.

## Carrière
En 2018, elle commence à rapper ses paroles sur des rythmes téléchargés sur YouTube. Elle sort ses premières chansons sur SoundCloud sous le nom de Young Miko ("miko" pouvant être traduit par "fille de dieu" en japonais). Pendant ce temps et jusqu'en 2022, elle travaille comme tatoueuse pour payer les factures et les frais de studio.
En juillet 2021, elle lance sur les plateformes digitales son premier single officiel, "105 Freestyle", produit par le producteur portoricain Caleb Calloway. "Vendetta", sa collaboration avec la rappeuse Villano Antillano sort quelques semaines plus tard et contribue grandement à l'engouement qui commence à se former autour de Miko. Elle commence à collaborer avec la scène urbaine de Porto Rico et à se faire un nom sur l'île.
En juillet 2022, Miko sort son premier EP, Trap Kitty. Il s'agit d'un projet latino trap centré autour du personnage de Riri, une danseuse de strip-club. Une semaine plus tard, le chanteur au succès planétaire Bad Bunny l'invite à participer à son concert au Coliseo de Puerto Rico et à chanter sa chanson "Riri" en live.
Entre 2022 et 2023, sa carrière prend une nouvelle dimension. Elle entreprend sa première tournée mondiale en 2023, visitant 17 pays en 46 shows, principalement sur le continent américain et en Espagne. Le 27 juillet 2023, sa chanson "Classy 101" rentre dans le Billboard Hot 100 marquant sa première apparition sur le palmarès. Elle fait également la première partie des concerts de Karol G sur sa tournée nord américaine. Elle est nommée "Billboard's Latin Rookie of the Year" par le magazine Billboard. 
Début 2024, elle reçoit l'Impact Award de la part de Billboard lors de leur événement Women in Music. Le prix célèbre Miko pour son rôle impactant auprès des femmes et sa représentation de la communauté LGBTQ+. En avril 2024, elle joue pour la première fois au festival de musique californien Coachella, un des plus réputés au monde.
Elle sort Att., son premier album, le 5 avril 2024. Il  explore une large palette de genres, du hip-hop au r'n'b, du reggaeton à la pop en passant par l'electro house. L'album livre des collaborations avec Feid, Jowell & Randy, Villano Antillano, Dei V et Elena Rose. Sa tournée XOXO TOUR 2024 commence aux Etats-Unis à l'été et continue en Amérique Latine à l'automne 2024.

## Vie privée
Young Miko est ouvertement lesbienne.

## Discographie

### Albums et EPs
- 2022: Trap Kitty (EP)
- 2024: Att.

### Singles

#### Artiste principal
| Titre                                                                                       | Année | Meilleur classement | Meilleur classement | Meilleur classement | Meilleur classement | Meilleur classement | Meilleur classement | Meilleur classement | Certifications           | Album                |
| Titre                                                                                       | Année | ARG                 | BOL                 | COL                 | CHI                 | SPA                 | US                  | US Latin            | Certifications           | Album                |
| ------------------------------------------------------------------------------------------- | ----- | ------------------- | ------------------- | ------------------- | ------------------- | ------------------- | ------------------- | ------------------- | ------------------------ | -------------------- |
| "105 Freestyle" (with Caleb Callowey)                                                       | 2021  | —                   | —                   | —                   | —                   | —                   | —                   | —                   |                          | Non-album singles    |
| "Vendetta" (with Villano Antillano)                                                         | 2021  | —                   | —                   | —                   | —                   | —                   | —                   | —                   |                          | Non-album singles    |
| "Katana" (with Leebrian)                                                                    | 2021  | —                   | —                   | —                   | —                   | —                   | —                   | —                   |                          | Non-album singles    |
| "Puerto Rican Mami"                                                                         | 2021  | —                   | —                   | —                   | —                   | —                   | —                   | —                   |                          | Non-album singles    |
| "Stripper X" (with Lil Joujou)                                                              | 2022  | —                   | —                   | —                   | —                   | —                   | —                   | —                   |                          | Non-album singles    |
| "Standard"                                                                                  | 2022  | —                   | —                   | —                   | —                   | —                   | —                   | —                   |                          | Trap Kitty           |
| "2seater" (with Young Martino and Juanka)                                                   | 2022  | —                   | —                   | —                   | —                   | —                   | —                   | —                   |                          | Non-album singles    |
| "Un Poquito" (with Alejo)                                                                   | 2022  | —                   | —                   | —                   | —                   | —                   | —                   | —                   |                          | Non-album singles    |
| "Castigada" (with Catalyna and Cory)                                                        | 2022  | —                   | —                   | —                   | —                   | —                   | —                   | —                   |                          | Non-album singles    |
| "Riri"                                                                                      | 2022  | —                   | —                   | —                   | —                   | —                   | —                   | —                   | - RIAA: Platinum (Latin) | Trap Kitty           |
| "Besties (Remix)" (avec Joyce Santana, Villano Antillano featuring YovngChimi et Luar la L) | 2022  | —                   | —                   | —                   | —                   | —                   | —                   | —                   |                          | Non-album singles    |
| "Condado" (avec Chris Jedi and Lunay)                                                       | 2022  | —                   | —                   | —                   | —                   | —                   | —                   | —                   |                          | Non-album singles    |
| "La Mini" (avec Casper Mágico)                                                              | 2022  | —                   | —                   | —                   | —                   | —                   | —                   | —                   |                          | Non-album singles    |
| "Salvaje" (avec Lyanno)                                                                     | 2022  | —                   | —                   | —                   | —                   | —                   | —                   | —                   |                          | Non-album singles    |
| "Aprovéchame, BB" (avec VF7)                                                                | 2022  | —                   | —                   | —                   | —                   | —                   | —                   | —                   |                          | Non-album singles    |
| "Kachipun" (avec Metalingüística et Akapellah)                                              | 2022  | —                   | —                   | —                   | —                   | —                   | —                   | —                   |                          | Non-album singles    |
| "De Pasajero" (avec Club 16 et Jota Rosa featuring Kris Floyd and Chanell)                  | 2022  | —                   | —                   | —                   | —                   | —                   | —                   | —                   |                          | Non-album singles    |
| "Amandita" (avec Omar Courtz)                                                               | 2023  | —                   | —                   | —                   | —                   | —                   | —                   | —                   |                          | Non-album singles    |
| "Déjanos Pasar" (avec PJ Sin Suela)                                                         | 2023  | —                   | —                   | —                   | —                   | —                   | —                   | —                   |                          | Non-album singles    |
| "Big Booty" (avec Hozwal et Lil Geniuz)                                                     | 2023  | —                   | —                   | —                   | —                   | —                   | —                   | —                   | - RIAA: Platinum (Latin) | Non-album singles    |
| "6B" (avec Los G4 and Jovaan featuring Go Get Music)                                        | 2023  | —                   | —                   | —                   | —                   | —                   | —                   | —                   |                          | Non-album singles    |
| "Pretty Bad Bitch" (avec Brray)                                                             | 2023  | —                   | —                   | —                   | —                   | —                   | —                   | —                   |                          | Non-album singles    |
| "Lisa"                                                                                      | 2023  | —                   | —                   | —                   | —                   | 58                  | —                   | —                   | - RIAA: Platinum (Latin) | Non-album singles    |
| "Cuando Te Toca" (avec Yandel)                                                              | 2023  | —                   | —                   | —                   | —                   | —                   | —                   | —                   |                          | Resistencia          |
| "Classy 101" (avec Feid)                                                                    | 2023  | 9                   | 6                   | 2                   | 2                   | 6                   | 99                  | 15                  | - PROMUSICAE: 2x Platine | Non-album singles    |
| "Dirty"                                                                                     | 2023  | —                   | —                   | —                   | —                   | —                   | —                   | —                   |                          | Non-album singles    |
| "Brinca" (avec Cazzu)                                                                       | 2023  | 66                  | —                   | —                   | —                   | —                   | —                   | —                   |                          | Nena Trampa (deluxe) |
| "8 AM" (avec Nicki Nicole)                                                                  | 2023  | 26                  | —                   | —                   | —                   | —                   | —                   | —                   |                          | Alma                 |
| "ID" (avec Jowell & Randy)                                                                  | 2023  | —                   | —                   | —                   | —                   | —                   | —                   | —                   | - RIAA: Platinum (Latin) | Non-album singles    |
| "Chulo, pt. 2" (avec Bad Gyal et Tokischa)                                                  | 2023  | 16                  | —                   | —                   | 7                   | —                   | —                   | —                   | - RIAA: Platinum (Latin) | Non-album singles    |
| "Wiggy"                                                                                     | 2023  | 35                  | —                   | —                   | —                   | 66                  | —                   | —                   | - RIAA: Gold (Latin)     | Non-album singles    |
| "Tempo" (avec Marshmello)                                                                   | 2023  | —                   | —                   | —                   | —                   | —                   | —                   | —                   |                          | Non-album singles    |
| "Colmillo" (Avec Tainy, J Balvin et Jowell y Randy)                                         | 2023  |                     |                     |                     |                     |                     |                     |                     |                          | DATA                 |
| "Señorita" (Avec Wisin)                                                                     | 2023  |                     |                     |                     |                     |                     |                     |                     |                          | Mr. W                |
| "En Esta Boca" (Avec Kany Garcia)                                                           | 2024  |                     |                     |                     |                     |                     |                     |                     |                          | Garcia               |
| "Curita"                                                                                    | 2024  |                     |                     |                     |                     |                     |                     |                     |                          | Att.                 |
| "sorry es que soy bipolarrr" (Avec ROBI)                                                    | 2024  |                     |                     |                     |                     |                     |                     |                     |                          |                      |

### Autres chansons répertoriées
| Titre                                                 | Année | Meilleure position | Meilleure position | Meilleure position | Meilleure position | Album                               |
| Titre                                                 | Année | COL                | SPA                | US                 | US Latin           | Album                               |
| ----------------------------------------------------- | ----- | ------------------ | ------------------ | ------------------ | ------------------ | ----------------------------------- |
| "Dispo" (Karol G et Young Miko)                       | 2023  | 20                 | 70                 | —                  | 22                 | Mañana Será Bonito (Bichota Season) |
| "Fina" (Bad Bunny et Young Miko)                      | 2023  | 3                  | 5                  | 14                 | 2                  | nadie sabe lo que va a pasar mañana |
| Bzrp Music Sessions, vol. 58 (Bizarrap et Young Miko) | 2024  | 12                 | 1                  | 9                  | 20                 | Bzrp Music Sessions, Vol. 58 (eng)  |
| "Sucia" (Kehlani et Young Miko)                       | 2024  |                    |                    |                    |                    | Crash (eng)                         |

## Nominations et récompenses
| Award                           | Year | Category                                   | Nominated work                                             | Result     | Ref.          |
| ------------------------------- | ---- | ------------------------------------------ | ---------------------------------------------------------- | ---------- | ------------- |
| Billboard Latin Music Awards    | 2023 | Hot Latin Songs Artist of the Year, Female | Young Miko                                                 | Nomination | [ 32 ]        |
| Heat Latin Music Awards         | 2023 | Musical Promise                            | Young Miko                                                 | Nomination | [ 33 ]        |
| Heat Latin Music Awards         | 2024 | Best Female Artist                         | Young Miko                                                 | Nomination |               |
| Heat Latin Music Awards         | 2024 | Best Urban Artist                          | Young Miko                                                 | Nomination |               |
| Heat Latin Music Awards         | 2024 | Best Artist North Region                   | Young Miko                                                 | Nomination |               |
| Heat Latin Music Awards         | 2024 | Best collaboration                         | "Young Miko: Bzrp Music Sessions, Vol. 58" (avec Bizarrap) | Nomination |               |
| Los 40 Music Awards             | 2023 | Best Latin New Act                         | Young Miko                                                 | En attente | [ 34 ]        |
| Los 40 Music Awards             | 2023 | Best Latin Urban Song                      | "Classy 101" (with Feid)                                   | En attente | [ 34 ]        |
| Los 40 Music Awards             | 2023 | Best Latin Urban Collaboration             | "Classy 101" (with Feid)                                   | En attente | [ 34 ]        |
| MTV Europe Music Awards         | 2023 | Best Caribbean Act                         | Young Miko                                                 | En attente | [ 35 ]        |
| MTV Millennial Awards           | 2023 | Flow Artist                                | Young Miko                                                 | Nomination | [ 36 ]        |
| MTV Millennial Awards           | 2023 | Artist to Watch                            | Young Miko                                                 | Nomination | [ 36 ]        |
| MTV Millennial Awards           | 2023 | Reggaeton Hit                              | "Classy 101" (with Feid)                                   | Nomination | [ 36 ]        |
| Premios Juventud                | 2023 | The New Generation – Female                | Young Miko                                                 | Nomination | [ 37 ] [ 38 ] |
| Premios Juventud                | 2023 | Girl Power                                 | "Brinca" (with Cazzu)                                      | Nomination | [ 37 ] [ 38 ] |
| Premios Juventud                | 2023 | Trap Song                                  | "Riri"                                                     | Nomination | [ 37 ] [ 38 ] |
| Premios Juventud                | 2023 | Best Urban Album – Female                  | Trap Kitty                                                 | Nomination | [ 37 ] [ 38 ] |
| Premios Lo Nuestro              | 2023 | New Artist – Female                        | Young Miko                                                 | Nomination | [ 39 ]        |
| Premios Tu Música Urbano        | 2023 | Top Rising Star — Female                   | Young Miko                                                 | Lauréat    | [ 40 ]        |
| Premios Tu Música Urbano        | 2023 | Top Artist — Trap                          | Young Miko                                                 | Nomination | [ 40 ]        |
| Premios Tu Música Urbano        | 2023 | Top Song — Trap                            | "Lisa"                                                     | Nomination | [ 40 ]        |
| Premios Tu Música Urbano        | 2023 | Top Song — Trap                            | "Big Booty" (with Hozwal and Lil Geniuz)                   | Nomination | [ 40 ]        |
| Premios Tu Música Urbano        | 2023 | Video of the Year                          | "Riri"                                                     | Nomination | [ 40 ]        |
| Rolling Stone en Español Awards | 2023 | Breakout Star of the Year                  | Young Miko                                                 | En attente | [ 41 ]        |

## Filmographie

### Clips musicaux
- 2024: Karol G, Tiësto - Contigo